# Yeghegnadzor
Yegheknadzor (tiếng Armenia: Եղեգնաձոր) là một thành phố và là tỉnh lị của tỉnh Vayots Dzor, Armenia. Dân số ước tính năm 2011 là 8203 người.

## Tên gọi
Cái tên Yeghegnadzor bao gồm hai từ tiếng Armenia: yegheg (եղեգ) nghĩa là lau sậy, và dzor (ձոր) nghĩa là thung lũng.

## Khí hậu
Thành phố có khí hậu lục địa ẩm (phân loại khí hậu Köppen Dfa) với mùa hè ấm áp trong khi mùa đông lạnh và có tuyết rơi. Lượng mưa trung bình hàng năm là khoảng 368 mm.
| Dữ liệu khí hậu của Yeghegnadzor        | Dữ liệu khí hậu của Yeghegnadzor | Dữ liệu khí hậu của Yeghegnadzor | Dữ liệu khí hậu của Yeghegnadzor | Dữ liệu khí hậu của Yeghegnadzor | Dữ liệu khí hậu của Yeghegnadzor | Dữ liệu khí hậu của Yeghegnadzor | Dữ liệu khí hậu của Yeghegnadzor | Dữ liệu khí hậu của Yeghegnadzor | Dữ liệu khí hậu của Yeghegnadzor | Dữ liệu khí hậu của Yeghegnadzor | Dữ liệu khí hậu của Yeghegnadzor | Dữ liệu khí hậu của Yeghegnadzor | Dữ liệu khí hậu của Yeghegnadzor |
| Tháng                                   | 1                                | 2                                | 3                                | 4                                | 5                                | 6                                | 7                                | 8                                | 9                                | 10                               | 11                               | 12                               | Năm                              |
| --------------------------------------- | -------------------------------- | -------------------------------- | -------------------------------- | -------------------------------- | -------------------------------- | -------------------------------- | -------------------------------- | -------------------------------- | -------------------------------- | -------------------------------- | -------------------------------- | -------------------------------- | -------------------------------- |
| Trung bình ngày tối đa °C (°F)          | 0.9 (33.6)                       | 3.0 (37.4)                       | 9.5 (49.1)                       | 16.4 (61.5)                      | 21.1 (70.0)                      | 26.0 (78.8)                      | 30.3 (86.5)                      | 29.5 (85.1)                      | 25.9 (78.6)                      | 18.7 (65.7)                      | 10.8 (51.4)                      | 4.1 (39.4)                       | 16.3 (61.4)                      |
| Trung bình ngày °C (°F)                 | −3.2 (26.2)                      | −1.4 (29.5)                      | 4.2 (39.6)                       | 10.4 (50.7)                      | 14.8 (58.6)                      | 19.2 (66.6)                      | 23.1 (73.6)                      | 22.4 (72.3)                      | 18.5 (65.3)                      | 12.3 (54.1)                      | 5.7 (42.3)                       | 0.1 (32.2)                       | 10.5 (50.9)                      |
| Tối thiểu trung bình ngày °C (°F)       | −7.3 (18.9)                      | −5.7 (21.7)                      | −1.0 (30.2)                      | 4.4 (39.9)                       | 8.6 (47.5)                       | 12.4 (54.3)                      | 16.0 (60.8)                      | 15.4 (59.7)                      | 11.2 (52.2)                      | 5.9 (42.6)                       | 0.7 (33.3)                       | −3.9 (25.0)                      | 4.7 (40.5)                       |
| Lượng Giáng thủy trung bình mm (inches) | 17 (0.7)                         | 20 (0.8)                         | 35 (1.4)                         | 45 (1.8)                         | 62 (2.4)                         | 47 (1.9)                         | 31 (1.2)                         | 19 (0.7)                         | 18 (0.7)                         | 30 (1.2)                         | 25 (1.0)                         | 19 (0.7)                         | 368 (14.5)                       |
| Nguồn: Climate-Data.org                 |                                  |                                  |                                  |                                  |                                  |                                  |                                  |                                  |                                  |                                  |                                  |                                  |                                  |